# Lebeng Barat
Lebeng Barat is een bestuurslaag in het regentschap Sumenep van de provincie Oost-Java, Indonesië. Lebeng Barat telt 3813 inwoners (volkstelling 2010).